# Provincias marítimas de Canadá

Las Provincias marítimas.

Las llamadas Provincias Marítimas son una región de Canadá en la costa del océano Atlántico. Su economía tradicional tiene que ver con recursos naturales como la pesca, la agricultura y la minería.

## Provincias

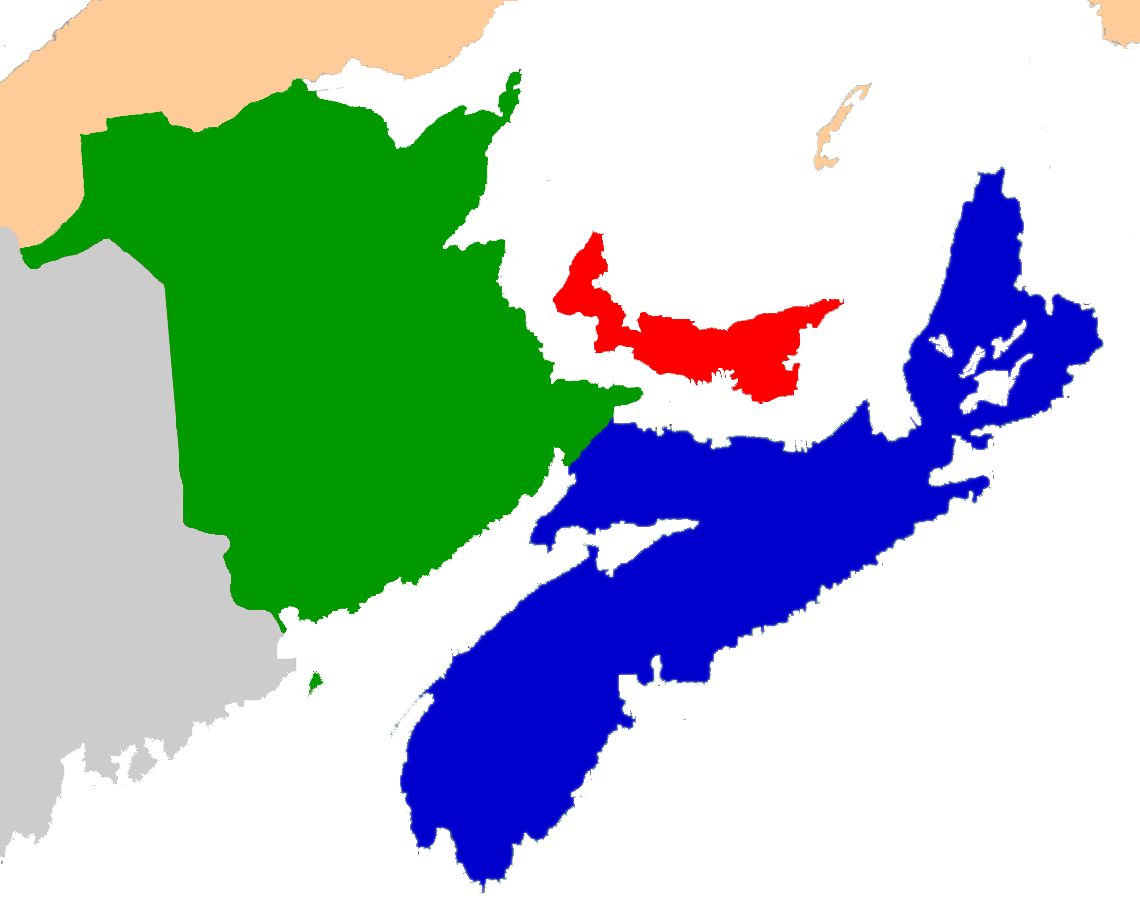

Las provincias que componen esta región son:
- Nuevo Brunswick
- Nueva Escocia
- Isla del Príncipe Eduardo